# Орден Серафимов
Орден Серафимов (швед. Seraphimerorden) — высший орден Швеции.

## История
Орден Серафимов учредил 23 февраля 1748 года шведский король Фредрик I. В течение длительного времени предлагалось считать эту дату днём возобновления ордена, относя его учреждение то ко времени правления короля Магнуса I (1260, 1280 или 1285 год), то ко времени его внука короля Магнуса II (1334 или 1336 год). Считалось, что этот рыцарский орден был учреждён по образу ордена Святого Иоанна и в дальнейшем угас. Известен знак в виде золотого медальона голубой эмали, на котором изображены имя Иисуса и четыре серафима красной эмали, относимый ко времени короля Карла IX и считающийся рыцарским знаком этого ордена. В настоящее время официальная история ордена считает датой учреждения 1748 год.
В иудаистской и христианской религиозных традициях серафимы — это ангелы высшего ранга, особо приближённые к престолу Бога и Его прославляющие. Описание серафимов содержится ещё в ветхозаветной «Книге пророка Исайи»: «У каждого из них по шести крыл; двумя закрывал каждый лицо своё, и двумя закрывал ноги свои, и двумя летал». Приготовляя пророков к служению, один из серафимов очищает им уста, коснувшись их горячим углем, который он берёт клещами с жертвенника.

## Статутордена
По статуту эту высшую награду получали владетельные государи, принцы королевской крови, государственные деятели, своими заслугами достигшие первых чинов в государстве. Одновременное число кавалеров ордена Серафимов, который имел одну степень, было ограниченным — 24 шведских и 8 иностранных кавалеров, не включая в это число монархов и принцев. В 1811 году число шведских кавалеров было увеличено до 32. Однако эти ограничения в дальнейшем часто не соблюдались и число кавалеров превосходило эти числа. Старейший из кавалеров получал пожизненную пенсию в 100 риксдалеров.
Собрание гербов кавалеров ордена находится в церкви Риддархольмена. Когда умирает кавалер ордена, его герб вывешивается в церкви, и во время похоронной церемонии церковные колокола звонят с 12:00 до 13:00.
В результате орденской реформы 1975 года было постановлено не вручать орден Серафимов шведским подданным, в том числе даже членам королевского дома. Только в 1995 году это постановление касательно членов королевского дома было отменено и детей короля Карла XVI Густава было повелено считать кавалерами ордена со дня рождения. Однако знаки ордена были им вручены только в дни их совершеннолетия — кронпринцессе Виктории 14 июля 1995 года, принцу Карлу-Филиппу 13 мая 1997 года, принцессе Мадлене 10 июня 2000 года. Внуки короля Карла XVI Густава жалуются в кавалеры ордена при своём крещении.

## Знаки ордена
К знакам ордена Серафимов относятся золотой крест, звезда, золотая цепь и орденская лента светло-голубого цвета.
Крест — восьмиконечный (мальтийский) белый, эмалированный, в золотой оправе и с золотыми шариками на концах. В центре его помещён небесного цвета шар с тремя белыми буквами I. H. S. (Iesus Hominum Salvator — Иисус спаситель людей). По сторонам креста и под буквами помещены золотые короны, на углах четырёхугольника расположены золотые патриаршие кресты, а между ними — золотые головки серафимов. На голубом поле оборотной стороны креста помещены три буквы — F. R. S. (Fredericus Rex Sueciae — Фредрик, король Швеции). Крест прикрепляется к короне и в особо торжественных случаях носится на золотой орденской цепи.
Серебряная звезда ордена тоже выполнена в виде орденского креста.
Орденская цепь состоит из чередующихся звеньев в виде золотых головок серафимов и эмалированных голубой эмалью патриарших крестов. Цепь жалуется отдельно в качестве дополнительного отличия.

## Иллюстрации

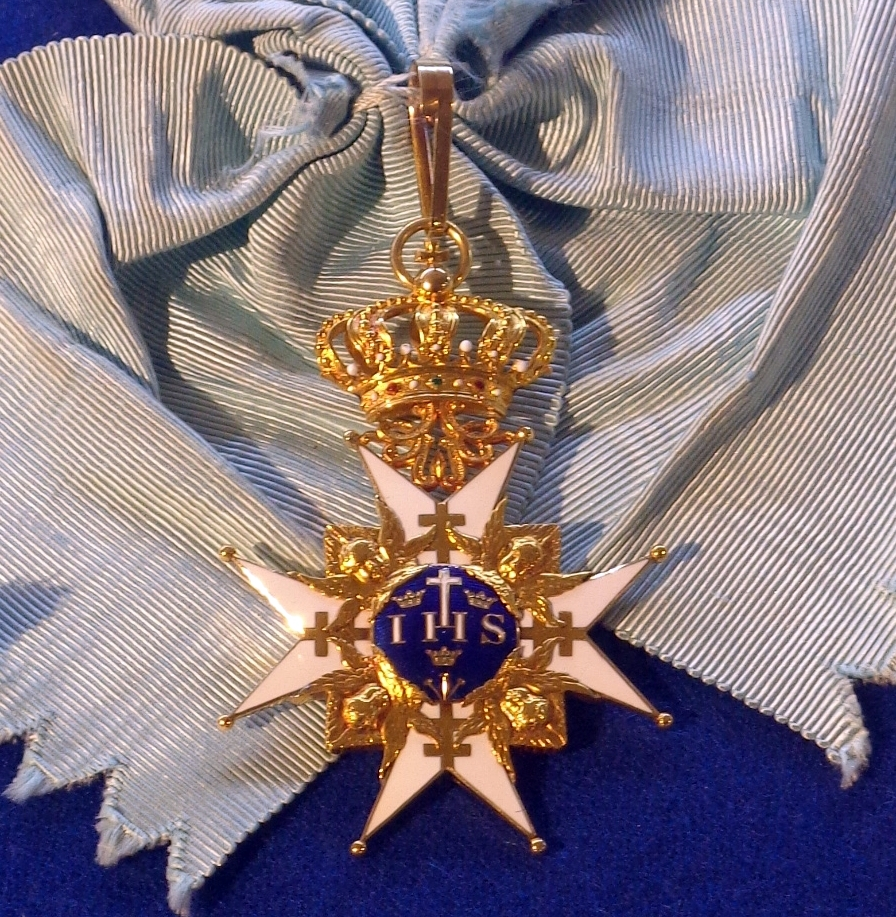
Знак ордена
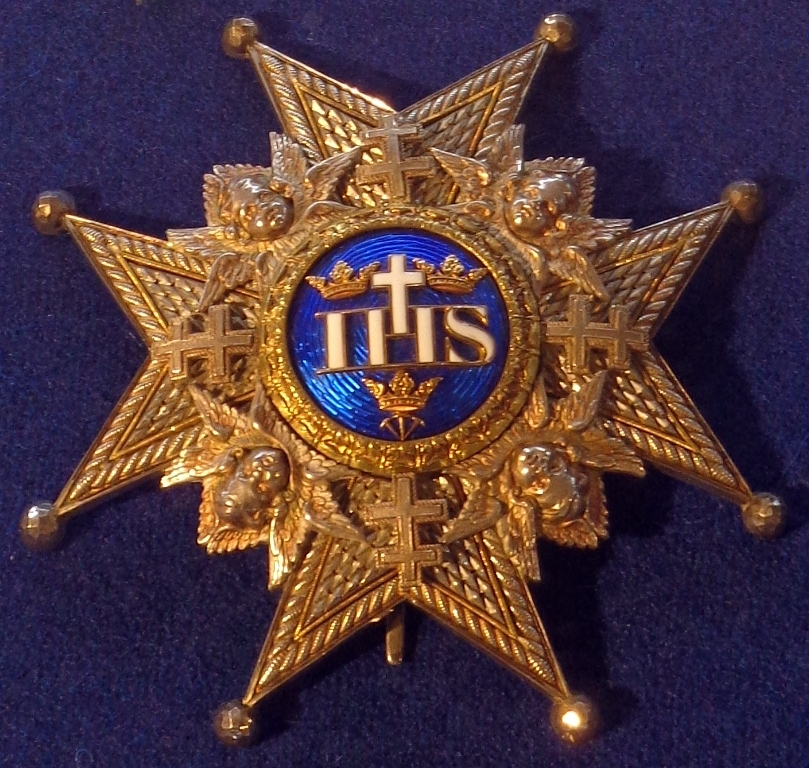
Звезда ордена
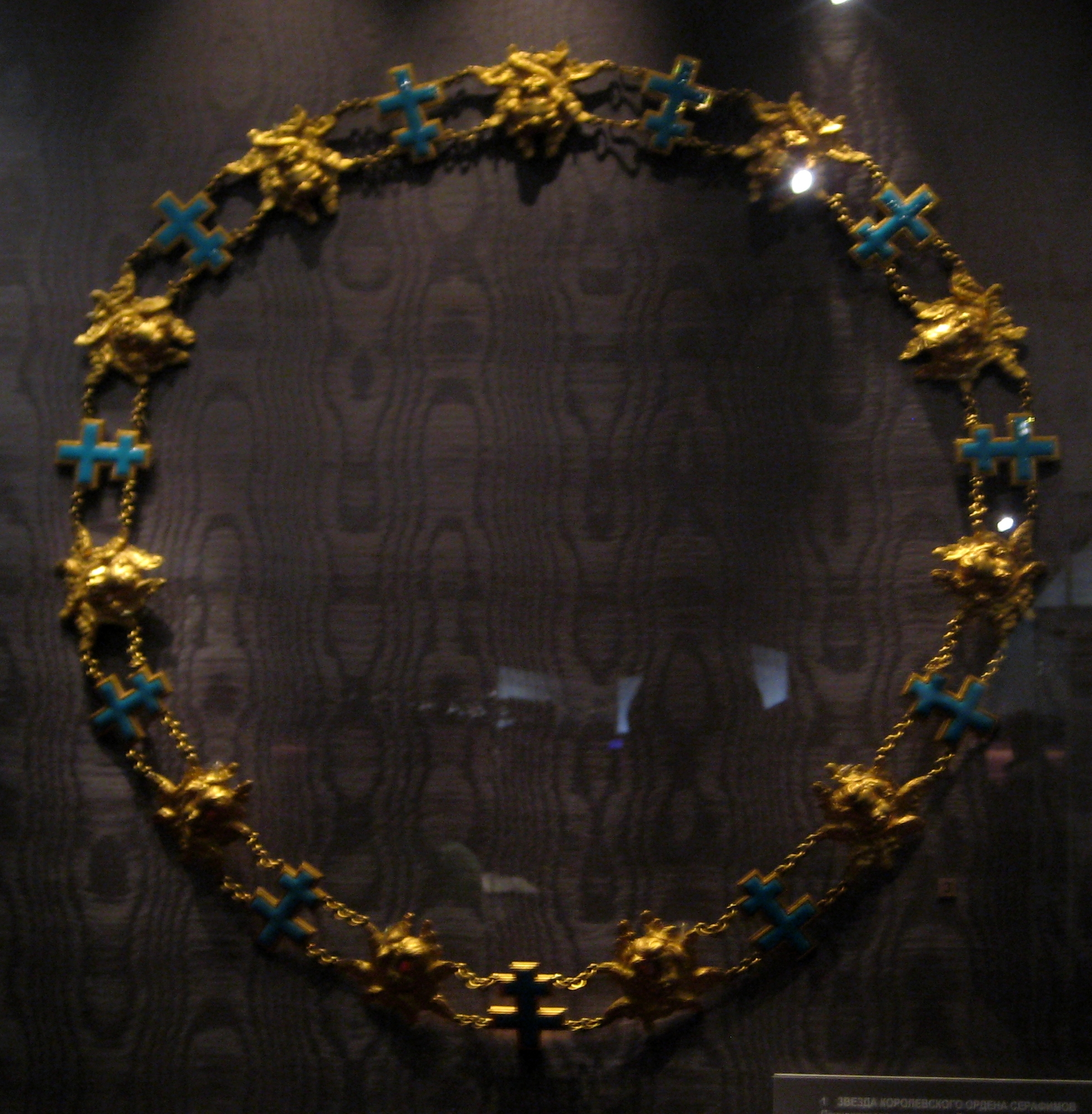
Цепь ордена